# 札幌シャトレーゼ
株式会社札幌シャトレーゼ（さっぽろシャトレーゼ）は、札幌市北区にある企業。シャトレーゼホールディングスのグループ会社。

## 沿革
- 2000年（平成12年）：シャトレーゼが「ロイヤルクラシック札幌」を買収し[1][2]、「シャトレーゼカントリークラブ札幌」としてオープン[3]。
- 2001年（平成13年）：シャトレーゼが旧札幌テルメ関連施設取得[4]。
- 2002年（平成14年）：「株式会社札幌シャトレーゼ」設立。「シャトレーゼ ガトーキングダム サッポロ」開業[3]。シャトレーゼ栗山工場稼働[3]。
- 2004年（平成16年）：シャトレーゼが東急不動産と「札幌東急ゴルフクラブ」と「マサリカップ東急ゴルフクラブ」の譲渡契約締結[5]。
- 2005年（平成17年）：「株式会社石狩リゾート」設立[6]。「シャトレーゼカントリークラブ石狩」「シャトレーゼカントリークラブマサリカップ」オープン[3]。
- 2010年（平成22年）：「シャトレーゼホールディングス」設立に伴い、「シャトレーゼ」から分割。株式会社石狩リゾートを合併。

## 運営施設
- シャトレーゼ ガトーキングダム サッポロ - 札幌市北区東茨戸132
- シャトレーゼカントリークラブ石狩 - 北海道石狩市厚田区望来222-1
- シャトレーゼカントリークラブマサリカップ - 北海道石狩市厚田区望来485-1
- シャトレーゼカントリークラブ栗山 – 北海道夕張郡栗山町字森
- シャトレーゼ栗山工場 – 北海道夕張郡栗山町桜山778[7]